# Škoda 7,5 cm Gebirgskanone M.15
A Škoda 7.5 cm Gebirgskanone M.15 egy 7.5 cm űrméretű, L/15 csőhosszúságú, könnyű hegyi ágyú. A pilseni Škoda művekben 1911 és 1914 között fejlesztették, hadrendbe 1915 áprilisától állították az Osztrák–Magyar Monarchia hadseregeiben.

## Leírás
Azért, hogy az ágyú tömegén könnyíteni tudjanak, a lövegcső különleges felépítésű volt. Holt teher (ballaszt) alkalmazásával a hátrasikló tömeget növelték meg a stabilitás érdekében. A lövegcső fölé egy külön burokcsövet építettek be, hogy növeljék a tömeget. A löveg vízszintesen mozgó ékzárral, ismétlőfeszítő berendezéssel volt ellátva. A hátrasiklást hidraulikus fék, az előretolást rugós helyretoló végezte. A hátrasiklás hossza önműködően szabályozódott, köszönhetően az aránylag alacsony tüzelőmagasságnak és a nagy cső-emelkedésnek. A lövegtalp szekrényes szerkezetű volt és ugyanúgy egységekre lehetett bontani, mint a kétrészes lövegpajzsot.
Hét egységre lehetett szétszedni, de általában csak 4 darabra bontották. Az egyes darabok közel azonos súlyúak voltak: cső 106 kg, pajzs és szerelvények: 86 kg, bölcső 98 kg, kerekek 95 kg, lövegtalp eleje 110 kg, lövegtalp hátulja 52 kg. A szét- és összeszereléshez, valamint a kézi szállításhoz 23 katona kellett: a szétszedett lövegtalpat csak 7 fő tudta szállítani, míg a többi darabhoz 4-4 fő kellett. Amennyiben lovon vagy öszvéren szállították, úgy három rakományt alakítottak ki belőle és minden egyes rakományt egy-egy lóra málháztak fel. Tüzelés alatt 6 fő kellett a kiszolgáláshoz.

## Lőszer
Az ágyúhoz négy fajta lőszert rendszeresítettek.
- Nagy rombolóerejű gránát: M14 vagy M14a típust használtak. Ezek súlya 6.3 kg volt és a robbanófej ekrazittal volt töltve.
- Srapnel gránát
- Nagy rombolóerejű srapnelgránát (súlya 6.5 kg)
- egyes vélekedések szerint a vegyiharc gránátot is ki tudta lőni

A hajító töltet három részre volt bontva (Teilladungen) és volt még egy kiegészítő töltet is (Zusatzladung) rendszeresítve. A több darabból álló hajítótöltetnek és a nagy magassági irányzásnak (+50°) köszönhetően tarackként is használható volt. A kiegészítő töltet a lőtávolságot kb. 1000 méterrel növelte meg.

## Alkalmazása

### Osztrák–Magyar Monarchia
A monarchia hadereje számára csak 1915 áprilisától állt rendelkezésre ez a tüzérségi eszköz. A háború alatt 1812 db készült belőle Pilsenben (1915-ben 324 db, 1916-ban 620 db, 1917-ben 860 db, 1918-ban 240 db) és a Rábával közreműködve még 220 db.

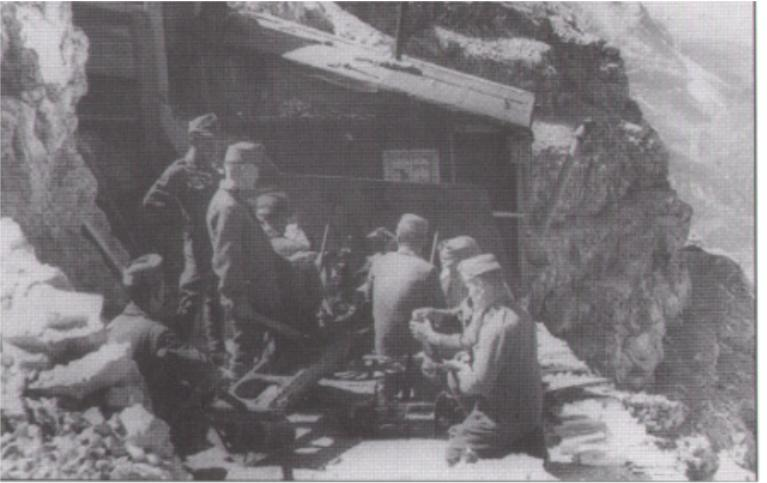
Osztrák-Magyar löveg és személyzete (I. világháború)

A fegyvert a Hegyi Tüzér Ezredek (Gebirgs-Artillerie-Regimenter) kapták meg, amiből 1914-ben 14 db volt felállítva, míg 1918-ban már 28. Minden ezred 6 hegyi ágyú üteggel és 3 hegyi tarack üteggel rendelkezett, ütegenként 6-6 löveggel. Ez a papírformát tükrözi, a valóságban ettől sokszor eltértek. Néhány hadtestnél a hagyományos tábori tüzér ezredet is a hegyi tüzér ezred helyettesítette. Az ezredek új löveggel való feltöltése a háború kezdetén lassan haladt: 1915 első felében csak 76 db M.15-öst adtak át, míg az év második felében közel 250 db-ot (252 db csövet és 248 db lövegtalpat).

### Német Birodalom
Néhány ágyút az I. világháború alatt vásároltak. Ezeket gyalogsági lövegként, közvetlen tűztámogatáshoz alkalmazták. Több probléma is adódott a hosszan tartó, döcögős menetek alkalmával - elhagyták az ágyú egyes darabjait vagy a kötések fellazultak - ezért nem igazán kedvelték a csapatok. További probléma volt a kis méretű kerék, ami miatt a göröngyös utakon a löveg "ugrált", valamint a gyenge lőszerre is panaszkodtak. A lőszer gyenge átütő képessége miatt csak korlátozottan tudták az Antant tankjai ellen ütközetbe vetni.

### Oszmán Birodalom
Az Oszmán hadsereg 144 db hegyi ágyút szerzett be Ausztria-Magyarországtól az első világháború folyamán.

### Bolgár Királyság
Bulgária 1917-ben rendszeresítette, majd 1918-ban zsákmányolt is a Szerb és a Görög hadseregtől kb. 30 darabot. Jelölése 7.5-cm D/15 planisko Skoda Obr. 1915 g volt.

### Csehszlovákia
Csehszlovákiában 1920 és 1924 között körülbelül 500 darabot gyártottak le ebből a típusú ágyúból. A későbbiek folyamán modernizálták a fegyvert, amit Škoda 75 mm, model 1928 néven állítottak hadrendbe.

### Magyar Királyság
Magyarország hadereje is az Osztrák–Magyar Monarchiától örökölt lövegeket állította harcrendbe. A '30-as évek elején modernizálták a fegyvert és 7,5 cm Hegyi ágyú 15/35M néven a huszároknál és a hegyi csapatoknál rendszeresítették.
A "huszár ágyút" négyes vagy hatos fogattal vontatták, aminek része volt a lövegmozdony is. A kiszolgáló személyzet 1+6 fő volt és 5 perc állt a rendelkezésükre a tűzkész állapothoz.

### Olasz Királyság
Olaszország az I. világháború végeztével 392 db hegyi ágyút zsákmányolt Ausztria-Magyarországtól. Ezek közül 268 db-ot tudtak helyreállítani és hadrendbe állítani. Később aztán, a 20-as években több darabot eladtak Albániának illetve ismeretlen számú fegyvert Magyarországnak is. Harci alkalmazására Görögország és Jugoszlávia ellen került sor. Több változata létezett ezek jelölése:
- Obice da 75/13 modello 15

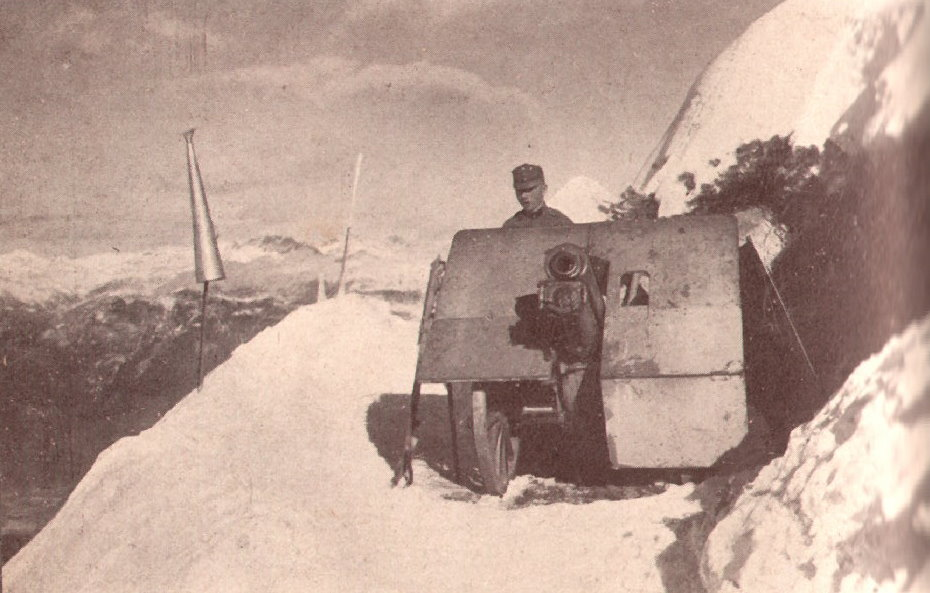
Osztrák-Magyar löveg tüzelőállásban (I. világháború)

- Obice da 75/13 modello 15 PB
- Obice da 75/13 modello 15 [Variant 1]

### Görög Királyság
Görögország Skoda hegyiágyúit a szerb és a bolgár hadseregtől zsákmányolta, ezek azután 1941-ben Olaszországhoz kerültek.

### Román Királyság
Románia az Osztrák–Magyar Monarchiától zsákmányolt és helyreállított löveganyaggal rendelkezett, melyet aztán a II. világháborúban be is vetett. Megnevezése 75mm Tunul de munte Skoda md. 1915 volt.

### Jugoszlávia
Jugoszlávia az osztrák–magyar és szerb löveganyagból szerzett be ilyen típusú hegyi ágyúkat, amelyeket aztán 1941-ben bevetettek a németek és az olaszok ellen is. 1945-ben kb. 50 db ágyúja volt Jugoszláviának amit a németektől zsákmányoltak a II. világháború folyamán. Bridski top 75mm M.15 volt a helyi megnevezése.

### Albán Királyság
Albánia a 20-as években szerzett be ismeretlen számú ágyút Olaszországtól, melyek aztán 1939-ben visszakerültek az eladóhoz. A második világháború után a németektől zsákmányolt fegyvereket kapott az ország.

### Nacionalista Spanyolország
A Spanyol Polgárháborúban a Nacionalista erők is rendelkeztek ezzel a típusú fegyverrel, melyek olasz és lengyel forrásból származtak.

### Lengyelország
A Lengyel haderő is az osztrák–magyar hadsereg készletéből kapta ezt a típusú hegyi ágyút, amit 75mm armata gróska Wz. 1915 néven állított hadrendbe. A '20-as években ezekből adott el a Spanyol Hadsereg részére több darabot.

### Kolumbia

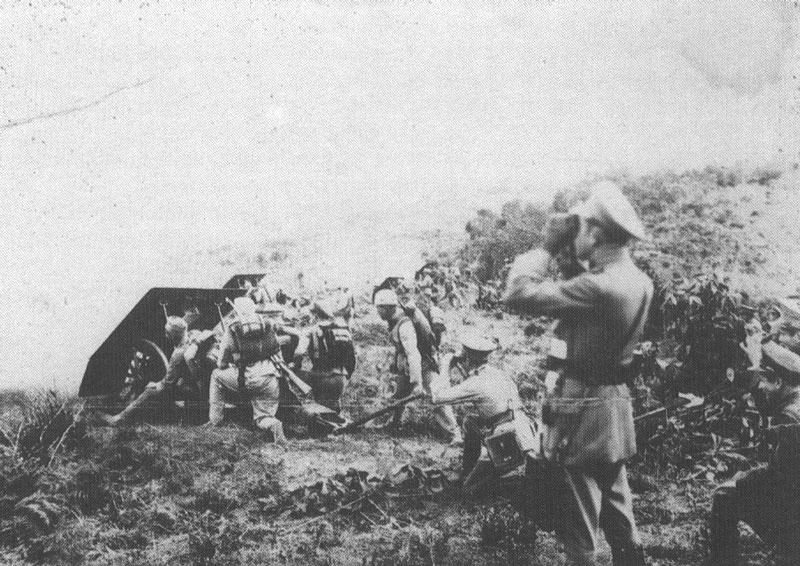
Kolumbiai tüzérség a Peru ellen vívott háborúban (1932-33)

Kolumbia 1933-ban ismeretlen számú ágyút szerzett be Csehszlovákiától, melyeket a Peru ellen viselt háborújában be is vetette.

### Harmadik Birodalom
A Harmadik Birodalom Škoda hegyi ágyúi több forrásból származtak. Egy részük még az első világháború idejéből maradt de a legtöbbet a második világháború alatt zsákmányolták. Sorrendben a következő országok löveganyagát állította harcrendbe: Ausztria (GebK15(ö)), Csehszlovákia (GebK17(t)), Jugoszlávia (GebK259(j)), Olaszország (GebK259(i)).
Ezen fegyvereket mind a Wehrmacht, mind a Waffen SS, mind a Luftwaffe alakulatainál meg lehetett találni.

### Szlovákia
Az Első Szlovák Köztársaság hadereje az egykori csehszlovák készletekből 14 darabot kapott német közvetítéssel. Ezen felül még kb. 28 darabbal rendelkezett. Hivatalos neve 7.5 cm horsky kanon vz.15 volt.

### Független Horvát Állam
A Horvát hadsereg a németektől kapott ebből a fajta lövegből, mely eredetileg a Jugoszláv hadseregé volt. A fegyvereket 7.5 cm GebK 259(j) néven rendszeresítették.